# Hypocala andremona
Hypocala andremona är en fjärilsart som beskrevs av Stoll 1781. Hypocala andremona ingår i släktet Hypocala och familjen nattflyn. Inga underarter finns listade i Catalogue of Life.

## Bildgalleri

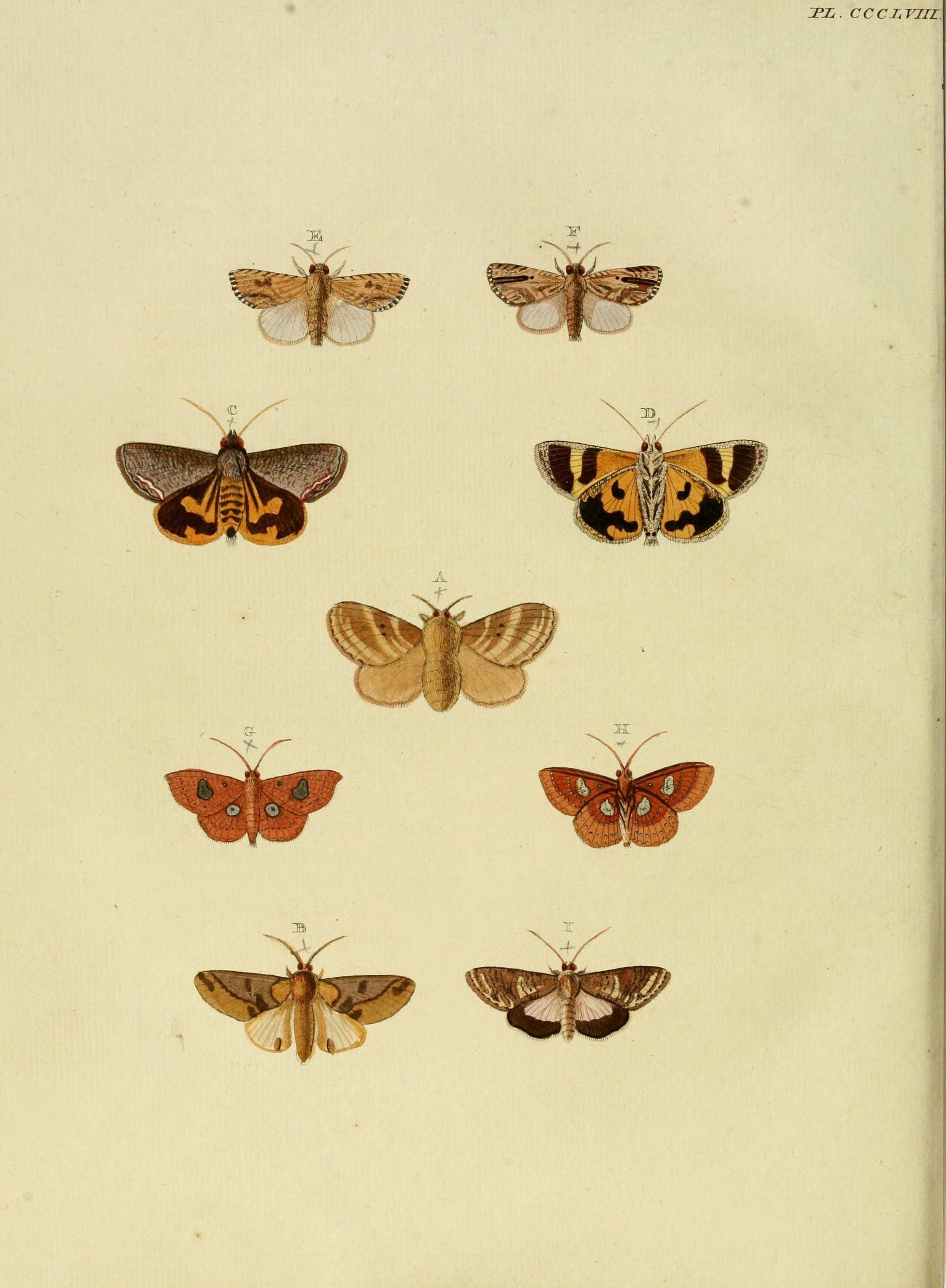